# Stefan Persson
Stefan Persson (Stoccolma, 4 ottobre 1947) è un imprenditore svedese.
È il figlio di Erling Persson, il fondatore della compagnia di moda e di negozi H&M. Stefen guida l'azienda fondata dal padre fin dal 1982, e da quell'anno ne è anche il principale azionista. 
Da molti anni a questa parte è da considerarsi uno degli uomini più ricchi del mondo, d'Europa e in assoluto la persona più ricca della Svezia. A confermare ciò è la rivista statunitense Forbes, la quale stima che egli possieda nell'anno 2016 un patrimonio netto personale di 19,4 miliardi di USD.
Vive a Stoccolma con la moglie e i 3 figli.